# Marijke (F.C. De Kampioenen)
Marijke is een personage uit de televisiereeks F.C. De Kampioenen. Marijke werd gespeeld door Greet Rouffaer. Zij was te zien tussen 1990 en 1992. In de kerstspecial op 25 december 2020 was Marijke te horen als dj van Radio Hallo.

## Personage
Marijke was journaliste voor een regionaal blad. Wanneer de Kampioenen een evenement organiseerden of wanneer er iets opvallends gebeurd was, dook Marijke op in het café.
Marijke was ook fotografe. Ze nam ooit professionele foto's van Bieke Crucke.
Balthazar Boma zorgde ervoor dat ze bij Radio Hallo aan de slag kon, omdat ze zo'n mooie stem had. In werkelijkheid deed hij dit waarschijnlijk omdat hij een oogje op haar had.
Marijke bracht ooit aan het licht dat Boma geen kennis is van Jean-Marie Pfaff zoals hij altijd beweerde. Hij had deelgenomen aan een wedstrijd en mocht met Pfaff op de foto. Dat wist zij van haar collega Joke.

## Afleveringen
- Reeks 1, Aflevering 1: De nieuwe truitjes (1990)
- Reeks 1, Aflevering 10: Voetbalploeg zoekt trainer (1990)
- Reeks 2, Aflevering 1: Alleen is maar alleen (1991)
- Reeks 2, Aflevering 3: Naar Amerika (1991)
- Reeks 3, Aflevering 5: Besmet (1992)
- Kerstspecial (2020)

## Uiterlijke kenmerken
- Bruin haar
- Meestal zwart leren jasje
- Grote oorringen
- Kauwgom en gel

## Trivia
- In de intro van F.C. De Kampioenen wordt altijd een foto gemaakt van de personages. Marijke nam deze taak voor haar rekening in de eerste intro van F.C. De Kampioenen, die gebruikt werd van reeks 1 tot reeks 4. Vanaf reeks 3 verdwijnt Marijke uit de serie en ze komt pas terug voor in de kerstspecial uit 2020 als presentatrice op Radio Hallo.
- De rol van Greet Rouffaer zou groter worden dan uiteindelijk altijd het geval was. Nadat het belang van het personage gelimiteerd bleef, besloot Rouffaer te vertrekken.